# Viento norte
Viento norte  es una película argentina en blanco y negro dirigida por Mario Soffici sobre su propio guion escrito en colaboración con Alberto Vacarezza según el capítulo La historia de Miguelito de Una excursión a los indios ranqueles de Lucio V. Mansilla que se estrenó el 13 de octubre de 1937 y que tuvo como protagonistas a Camila Quiroga, Enrique Muiño, Elías Alippi, Ángel Magaña, Orestes Caviglia y Rosita Contreras.
En una encuesta de las 100 mejores películas del cine argentino llevada a cabo por el Museo del Cine Pablo Ducrós Hicken en el año 2000, la película alcanzó el puesto 39.

## Sinopsis
En una toldería se produce un homicidio y un joven es condenado a muerte por ello, pero su padre, el verdadero autor, asume su responsabilidad ante el comandante.

## Reparto
- Camila Quiroga
- Enrique Muiño
- Elías Alippi
- Ángel Magaña
- Orestes Caviglia
- Rosita Contreras
- Malisa Zini
- Juan Bono
- Marino Seré
- Ada Cornaro
- José Ruzzo
- Delia Garcés
- Francisco Amor

## Comenatrios
El crítico Ulyses Petit de Murat opinó: "En cierto modo puede calificarse de revelación esta producción de Soffici. La otra revelación es Ángel Magaña, un joven actor de posibilidades enormes" y Manrupe y Portela escribieron sobre el filme:

"Uno de los grandes clásicos gauchescos, hoy algo avejentado. Sin pintoresquismos, Soffici relata la historia con sencillez, sinceridad e ingenuidad. Algunas escenas -Magaña corriendo asustado or el campo o el final cuando Muiño se hace cargo de la situación- todavía emocionan. Y la factura técnicadel filme  es muy buena. Es la primera película sonora de Camila Quiroga"